# Kanton Vienne-Sud
Der Kanton Vienne-Sud war bis 2015 ein französischer Wahlkreis im Arrondissement Vienne, im Département Isère und in der Region Rhône-Alpes. Er umfasste zehn Gemeinden, Hauptort war Vienne. Vertreter im conseil général des Départements war von 2001 bis 2011 Patrick Curtaud (UMP). Ihm folgte Jacques Thoizet (PS) nach.

## Gemeinden
Der Kanton umfasste einen Teil der Stadt Vienne (angegeben ist hier die Gesamteinwohnerzahl, im Kanton selbst lebten etwa 12.800 Einwohner von Vienne) und weitere neun Gemeinden:
| Gemeinde               | Einwohner Jahr | Fläche km² | Bevölkerungsdichte | Code INSEE | Postleitzahl |
| ---------------------- | -------------- | ---------- | ------------------ | ---------- | ------------ |
| Chonas-l’Amballan      | 1588 (2013)    | 7,41       | 214 Einw./km²      | 38107      | 38121        |
| Les Côtes-d’Arey       | 1947 (2013)    | 24,31      | 80 Einw./km²       | 38131      | 38138        |
| Estrablin              | 3260 (2013)    | 20,69      | 158 Einw./km²      | 38157      | 38780        |
| Eyzin-Pinet            | 2170 (2013)    | 28,44      | 76 Einw./km²       | 38160      | 38780        |
| Jardin                 | 2222 (2013)    | 9,25       | 240 Einw./km²      | 38199      | 38200        |
| Moidieu-Détourbe       | 1822 (2013)    | 18,04      | 101 Einw./km²      | 38238      | 38440        |
| Reventin-Vaugris       | 1786 (2013)    | 18,4       | 97 Einw./km²       | 38336      | 38121        |
| Les Roches-de-Condrieu | 2081 (2013)    | 1,03       | 2020 Einw./km²     | 38340      | 38370        |
| Saint-Sorlin-de-Vienne | 846 (2013)     | 9,94       | 85 Einw./km²       | 38459      | 38200        |
| Vienne                 | 29.325 (2013)  | –          | – Einw./km²        | 38544      | 38200        |